# Canton de Mortagne-au-Perche
Le canton de Mortagne-au-Perche est une division administrative française située dans le département de l'Orne et la région Normandie. À la suite du redécoupage cantonal de 2014, les limites territoriales du canton sont remaniées. Le nombre de communes du canton passe de 14 à 33.

## Géographie
Ce canton est organisé autour de Mortagne-au-Perche dans l'arrondissement de Mortagne-au-Perche dans la région naturelle du Perche. Son altitude varie de 132 m (Corbon) à 294 m (Saint-Hilaire-le-Châtel) pour une altitude moyenne de 194 m.

## Histoire
Par décret du 25 février 2014, le nombre de cantons du département est divisé par deux, avec mise en application aux élections départementales de mars 2015. Le canton de Mortagne-au-Perche est conservé et s'agrandit. Il passe de 14 à 33 communes.

## Représentation

### Conseillers d'arrondissement (de 1833 à 1940)
| Période                                  | Période | Identité               | Étiquette | Qualité |
| ---------------------------------------- | ------- | ---------------------- | --------- | --- |
| 1833                                     |         | Paul Hilaire Delalande |           | Président du tribunal civil de Mortagne                                                                     |
|                                          |         |                        |           | |
| 1868                                     | 1874    | Victor Ragaine         |           | Médecin à Mortagne                                                                                          |
|                                          |         |                        |           | |
| 1901                                     |         | Aimable-Julien Caillet |           | Médecin à Mortagne                                                                                          |
|                                          |         |                        |           | |
| 1913                                     | 1925    | M. Hurel-Pelletier     |           | |
| 1925                                     | 1940    | Léon Lévesque          | Droite    | Éleveur de chevaux, Saint-Julien-sur-Sarthe                                                                 |
| 1940                                     |         |                        |           | Les conseils d'arrondissement ont été suspendus par la loi du 12 octobre 1940 et n'ont jamais été réactivés |
| Les données manquantes sont à compléter. |         |                        |           | |

### Conseillers généraux de 1833 à 2015
| Période | Période          | Identité                                  | Étiquette                                             | Qualité |
| ------- | ---------------- | ----------------------------------------- | ----------------------------------------------------- | --- |
| 1833    | 1848             | Alexandre Bail                            |                                                       | Notaire, maire de Mortagne |
| 1848    | 1871             | Simon Louis Edmond Olivier                |                                                       | Ancien avocat, procureur impérial à la cour de Limoges                                                                                    |
| 1871    | 1874             | Pierre Louis Marin Bourgouin              |                                                       | Avoué à Mortagne |
| 1874    | 1883 (décès)     | Victor Ragaine (1814-1883)                | Droite                                                | Docteur-médecin à Mortagne, conseiller d'arrondissement                                                                                   |
| 1884    | 1909 (démission) | Henri-Joseph Dugué de La Fauconnerie      | Appel au peuple (Bonapartiste) puis Union des droites | Propriétaire à Saint-Germain-des-Grois, ancien conseiller de préfecture, député (1869-1870, 1876-1881, 1885-1893)                         |
| 1909    | 1940 (décès)     | Gaétan Jacquet de Heurtaumont (1876-1940) | Conservateur                                          | Propriétaire, maire de Saint-Mard-de-Réno Président du conseil général                                                                    |
|         |                  |                                           |                                                       | |
| 1943    | 1945             | André Lestang (1899-1989)                 |                                                       | Avoué, premier bâtonnier de l'Ordre des avocats, conseiller municipal de Mortagne, nommé conseiller départemental en 1943                 |
|         |                  |                                           |                                                       | |
| 1945    | 1964             | Léon Lévesque (1892-1975)                 | DVD                                                   | Éleveur de chevaux et négociant à Mortagne-au-Perche, ancien conseiller d'arrondissement                                                  |
| 1964    | 1981 (décès)     | Gilles du Breil de Pontbriand (1919-1981) | DVD                                                   | Assureur-conseil, maire de Saint-Denis-sur-Huisne                                                                                         |
| 1981    | 1993 (démission) | Jean-Claude Lenoir                        | UDF-CDS                                               | Professeur d'histoire, sénateur (2011-2017), député (1993-2011), maire de Mortagne-au-Perche depuis 1989, conseiller régional (1986-2001) |
| 1993    | 2015             | Roland Caillaud                           | DVD                                                   | Industriel, adjoint au maire de Saint-Langis-lès-Mortagne                                                                                 |

Le canton participe à l'élection du député de la deuxième circonscription de l'Orne.

### Conseillers départementaux à partir de 2015
| Période élective | Période élective | Mandat | Mandat   | Identité                | Nuance | Nuance | Qualité |
| ---------------- | ---------------- | ------ | -------- | ----------------------- | ------ | ------ | --- |
| 2015             | 2021             | 2015   | 2021     | Marie-Christine Besnard |        | DVD    | Commerçante, maire adjointe de Mortagne-au-Perche                                                            |
| 2015             | 2021             | 2015   | 2021     | Jean Lamy               |        | DVD    | Retraité, maire de Bazoches-sur-Hoëne, ancien conseiller général du canton de Bazoches-sur-Hoëne (2008-2015) |
| 2021             | 2028             | 2021   | en cours | Xavier Goutte           |        | LR     | Ingénieur agronome à la Chambre d'agriculture de l'Orne, maire de Comblot                                    |
| 2021             | 2028             | 2021   | en cours | Virginie Valtier        |        | DVD    | Pharmacienne, maire de Mortagne-au-Perche                                                                    |

### Résultats détaillés

#### Élections de mars 2015
À l'issue du 1er tour des élections départementales de 2015, trois binômes sont en ballottage : Marie-Christine Besnard et Jean Lamy (DVD, 41 %), Anne-Marie Guérin et Bernard Milcent (DVD, 29,67 %) et Raymond Herbreteau et Marie-Laure Lallouet (FN, 29,33 %). Le taux de participation est de 52,51 % (5 647 votants sur 10 755 inscrits) contre 54,04 % au niveau départemental et 50,17 % au niveau national.
Au second tour, Marie Christine Besnard et Jean Lamy (DVD) sont élus avec 45,28 % des suffrages exprimés et un taux de participation de 52,58 % (2 413 voix pour 5 654 votants et 10 754 inscrits).

#### Élections de juin 2021
Le premier tour des élections départementales de 2021 est marqué par un très faible taux de participation (33,26 % au niveau national). Dans le canton de Mortagne-au-Perche, ce taux de participation est de 36,17 % (3 753 votants sur 10 375 inscrits) contre 34,53 % au niveau départemental. À l'issue de ce premier tour, deux binômes sont en ballottage : Xavier Goutte et Virginie Valtier (Union à droite, 61,9 %) et Gaëlle Lauwarier et Michel Lepoivre (RN, 25,83 %).
Le second tour des élections est marqué une nouvelle fois par une abstention massive équivalente au premier tour. Les taux de participation sont de 34,36 % au niveau national, 34,27 % dans le département et 33,56 % dans le canton de Mortagne-au-Perche. Xavier Goutte et Virginie Valtier (Union à droite) sont élus avec 73,17 % des suffrages exprimés (2 348 voix pour 3 483 votants et 10 379 inscrits),,.

## Composition

### Composition avant 2015

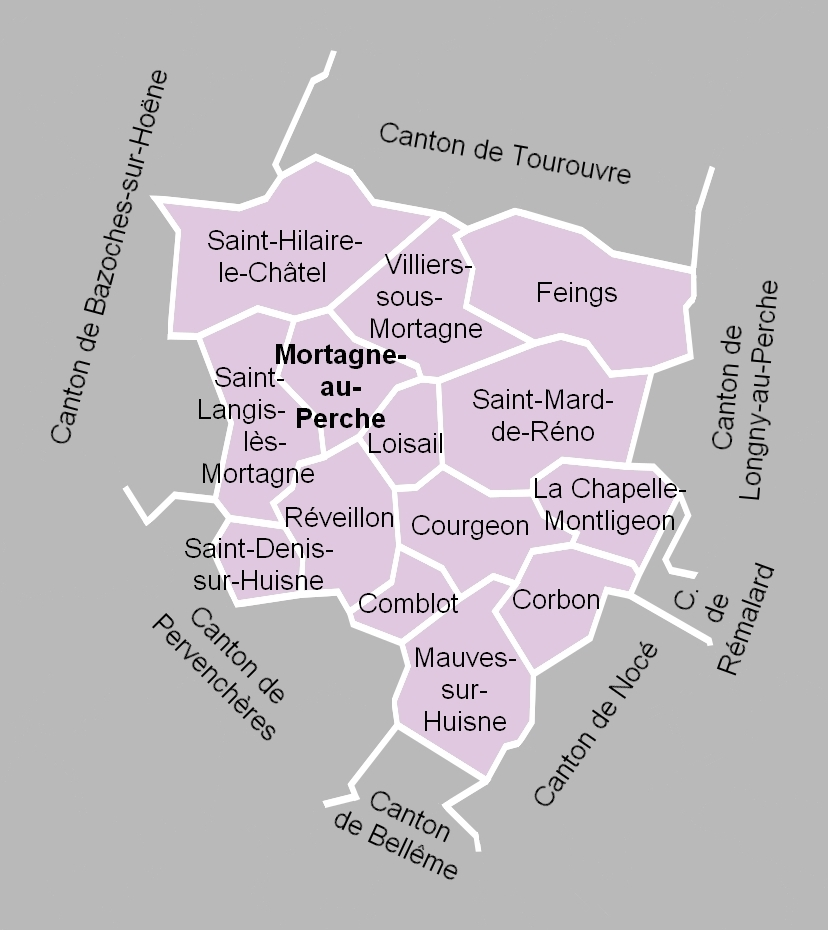
La carte des communes de l'ancien canton. Les cantons limitrophes étaient ceux de Bazoches-sur-Hoëne, de Tourouvre, de Longny-au-Perche, de Rémalard, de Nocé, de Bellême et de Pervenchères.

Situation du canton dans l'arrondissement de Mortagne-au-Perche.

Le canton de Mortagne-au-Perche regroupait quatorze communes.
| Nom                            | Code Insee | Codepostal | Superficie (km2) | Population (dernière pop. légale) | Densité (hab./km2) |
| ------------------------------ | ---------- | ---------- | ---------------- | --------------------------------- | ------------------ |
| Mortagne-au-Perche (chef-lieu) | 61293      | 61400      | 8,60             | 4 059 (2012)                      | 472                |
| La Chapelle-Montligeon         | 61097      | 61400      | 8,33             | 637 (2012)                        | 76                 |
| Comblot                        | 61113      | 61400      | 4,31             | 71 (2012)                         | 16                 |
| Corbon                         | 61118      | 61400      | 8,38             | 149 (2012)                        | 18                 |
| Courgeon                       | 61129      | 61400      | 10,41            | 374 (2012)                        | 36                 |
| Feings                         | 61160      | 61400      | 20,24            | 220 (2012)                        | 11                 |
| Loisail                        | 61229      | 61400      | 5,16             | 132 (2012)                        | 26                 |
| Mauves-sur-Huisne              | 61255      | 61400      | 14,26            | 596 (2012)                        | 42                 |
| Réveillon                      | 61348      | 61400      | 11,66            | 359 (2012)                        | 31                 |
| Saint-Denis-sur-Huisne         | 61381      | 61400      | 4,59             | 57 (2012)                         | 12                 |
| Saint-Hilaire-le-Châtel        | 61404      | 61400      | 22,34            | 677 (2012)                        | 30                 |
| Saint-Langis-lès-Mortagne      | 61414      | 61400      | 12,61            | 901 (2012)                        | 71                 |
| Saint-Mard-de-Réno             | 61418      | 61400      | 19,13            | 441 (2012)                        | 23                 |
| Villiers-sous-Mortagne         | 61507      | 61400      | 13,04            | 325 (2012)                        | 25                 |

À la suite du redécoupage des cantons pour 2015, toutes les communes sont rattachées au nouveau canton de Mortagne-au-Perche auquel s'ajoutent dix communes du canton de Bazoches-sur-Hoëne, deux du canton de Moulins-la-Marche et sept du canton de Pervenchères.

#### Anciennes communes
Les anciennes communes suivantes étaient incluses dans le territoire du canton de Mortagne-au-Perche antérieur à 2015 :
- Theval, absorbée en 1819 par Saint-Langis-lès-Mortagne.
- Saint-Sulpice, absorbée en 1823 par Saint-Hilaire-lès-Mortagne (Saint-Hilaire-le-Châtel en 1922).

### Composition après 2015
Le canton de Mortagne-au-Perche comprend trente-trois communes entières.
| Nom                                        | Code Insee | Intercommunalité                 | Superficie (km2) | Population (dernière pop. légale) | Densité (hab./km2) | Modifier                                    |
| ------------------------------------------ | ---------- | -------------------------------- | ---------------- | --------------------------------- | ------------------ | ------------------------------------------- |
| Mortagne-au-Perche (bureau centralisateur) | 61293      | CC du Pays de Mortagne au Perche | 8,60             | 3 857 (2022)                      | 448                | modifier les données · modifier les données |
| Bazoches-sur-Hoëne                         | 61029      | CC du Pays de Mortagne au Perche | 21,44            | 833 (2022)                        | 39                 | modifier les données · modifier les données |
| Bellavilliers                              | 61037      | CC du Pays de Mortagne au Perche | 15,73            | 135 (2022)                        | 8,6                | modifier les données · modifier les données |
| Boëcé                                      | 61048      | CC du Pays de Mortagne au Perche | 2,41             | 125 (2022)                        | 52                 | modifier les données · modifier les données |
| Champeaux-sur-Sarthe                       | 61087      | CC du Pays de Mortagne au Perche | 9,49             | 160 (2022)                        | 17                 | modifier les données · modifier les données |
| La Chapelle-Montligeon                     | 61097      | CC du Pays de Mortagne au Perche | 8,33             | 510 (2022)                        | 61                 | modifier les données · modifier les données |
| Comblot                                    | 61113      | CC du Pays de Mortagne au Perche | 4,31             | 61 (2022)                         | 14                 | modifier les données · modifier les données |
| Corbon                                     | 61118      | CC du Pays de Mortagne au Perche | 8,38             | 112 (2022)                        | 13                 | modifier les données · modifier les données |
| Coulimer                                   | 61121      | CC du Pays de Mortagne au Perche | 17,19            | 292 (2022)                        | 17                 | modifier les données · modifier les données |
| Courgeon                                   | 61129      | CC du Pays de Mortagne au Perche | 10,41            | 351 (2022)                        | 34                 | modifier les données · modifier les données |
| Courgeoût                                  | 61130      | CC du Pays de Mortagne au Perche | 17,82            | 460 (2022)                        | 26                 | modifier les données · modifier les données |
| Feings                                     | 61160      | CC du Pays de Mortagne au Perche | 20,24            | 191 (2022)                        | 9,4                | modifier les données · modifier les données |
| Loisail                                    | 61229      | CC du Pays de Mortagne au Perche | 5,16             | 134 (2022)                        | 26                 | modifier les données · modifier les données |
| Mauves-sur-Huisne                          | 61255      | CC du Pays de Mortagne au Perche | 14,26            | 524 (2022)                        | 37                 | modifier les données · modifier les données |
| La Mesnière                                | 61277      | CC du Pays de Mortagne au Perche | 12,26            | 277 (2022)                        | 23                 | modifier les données · modifier les données |
| Montgaudry                                 | 61286      | CC du Pays de Mortagne au Perche | 11,05            | 99 (2022)                         | 9,0                | modifier les données · modifier les données |
| Parfondeval                                | 61322      | CC du Pays de Mortagne au Perche | 3,10             | 104 (2022)                        | 34                 | modifier les données · modifier les données |
| Pervenchères                               | 61327      | CC du Pays de Mortagne au Perche | 28,35            | 342 (2022)                        | 12                 | modifier les données · modifier les données |
| Le Pin-la-Garenne                          | 61329      | CC du Pays de Mortagne au Perche | 15,88            | 619 (2022)                        | 39                 | modifier les données · modifier les données |
| Réveillon                                  | 61348      | CC du Pays de Mortagne au Perche | 11,66            | 356 (2022)                        | 31                 | modifier les données · modifier les données |
| Saint-Aquilin-de-Corbion                   | 61363      | CC du Pays de Mortagne au Perche | 6,10             | 54 (2022)                         | 8,9                | modifier les données · modifier les données |
| Saint-Aubin-de-Courteraie                  | 61367      | CC du Pays de Mortagne au Perche | 10,05            | 130 (2022)                        | 13                 | modifier les données · modifier les données |
| Saint-Denis-sur-Huisne                     | 61381      | CC du Pays de Mortagne au Perche | 4,59             | 60 (2022)                         | 13                 | modifier les données · modifier les données |
| Saint-Germain-de-Martigny                  | 61396      | CC du Pays de Mortagne au Perche | 3,89             | 83 (2022)                         | 21                 | modifier les données · modifier les données |
| Saint-Hilaire-le-Châtel                    | 61404      | CC du Pays de Mortagne au Perche | 22,34            | 668 (2022)                        | 30                 | modifier les données · modifier les données |
| Saint-Jouin-de-Blavou                      | 61411      | CC du Pays de Mortagne au Perche | 17,71            | 307 (2022)                        | 17                 | modifier les données · modifier les données |
| Saint-Langis-lès-Mortagne                  | 61414      | CC du Pays de Mortagne au Perche | 12,61            | 871 (2022)                        | 69                 | modifier les données · modifier les données |
| Saint-Mard-de-Réno                         | 61418      | CC du Pays de Mortagne au Perche | 19,13            | 397 (2022)                        | 21                 | modifier les données · modifier les données |
| Saint-Martin-des-Pézerits                  | 61425      | CC du Pays de Mortagne au Perche | 4,66             | 121 (2022)                        | 26                 | modifier les données · modifier les données |
| Saint-Ouen-de-Sécherouvre                  | 61438      | CC du Pays de Mortagne au Perche | 10,15            | 159 (2022)                        | 16                 | modifier les données · modifier les données |
| Sainte-Céronne-lès-Mortagne                | 61373      | CC du Pays de Mortagne au Perche | 12,55            | 249 (2022)                        | 20                 | modifier les données · modifier les données |
| Soligny-la-Trappe                          | 61475      | CC du Pays de Mortagne au Perche | 19,50            | 633 (2022)                        | 32                 | modifier les données · modifier les données |
| Villiers-sous-Mortagne                     | 61507      | CC du Pays de Mortagne au Perche | 13,04            | 241 (2022)                        | 18                 | modifier les données · modifier les données |
| Canton de Mortagne-au-Perche               | 6116       |                                  | 402,39           | 13 515 (2022)                     | 34                 | modifier les données                        |

## Démographie
En 2022, le canton comptait 13 515 habitants, en évolution de −2,9 % par rapport à 2016 (Orne : −3,21 %, France hors Mayotte : +2,11 %).
| 2013   | 2018   | 2022   |
| ------ | ------ | ------ |
| 14 478 | 13 670 | 13 515 |